# Comte d'Essex
Le titre de comte d'Essex a été attribué à plusieurs familles ou personnalités. La plus connue et certainement la plus liée à ce titre a été Robert Devereux (1566- 1601), 2e comte d'Essex.
Le comté d'Essex est situé au nord-est de Londres.

## Histoire du titre
Le titre fut créé par le roi Étienne d'Angleterre, en 1140, pour Geoffrey de Mandeville en récompense de ses services. 
En 1199, le titre est recréé (ou peut-être était-il dormant) pour Geoffrey FitzPeter, époux de Beatrice de Say, la petite-nièce de Geoffrey de Mandeville.
À la mort de Guillaume FitzGeoffrey de Mandeville, le titre de comte revient à la couronne. Il faut attendre 1239 pour que le titre soit attribué à Humphrey (IV) de Bohun, 2e comte d'Hereford, fils de Mathilde FitzGeoffrey de Mandeville, la sœur de William FitzGeoffrey de Mandeville, et de Henri de Bohun, 1er comte de Hereford.
Les titres subsidiaires du comte d'Essex sont : 
- vicomte Malden, de Malden dans le comté d'Essex. Créé en 1161 ;
- baron Capel, de Hadham dans le Hertfordshire. Créé en 1641.

Le titre de vicomte Malden est utilisé comme titre de courtoisie pour l'héritier apparent.

## Liste des comtes

### Première création (1140)
- 1140-1144 : Geoffroy de Mandeville (vers 1106-1144) ;
- 1156-1166 : Geoffroy de Mandeville (en) († 1166). Fils du précédent ;
- 1166-1189 : Guillaume de Mandeville (en) († 1189). Frère du précédent.

Le titre est peut-être dormant jusqu'en 1199.

### Deuxième création (1199)
- 1199-1213 : Geoffrey FitzPeter (en) (ou FitzPiers) (vers 1162-1213) ;
- 1213-1216 : Geoffrey FitzGeoffrey de Mandeville (en) (vers 1174-1216), fils du précédent ;
- 1216-1227 : Guillaume FitzGeoffrey de Mandeville (en) († 1227). Frère du précédent ;
- 1227-1236 : Mathilde (ou Maude) de Mandeville († 1236), sœur des précédent.
- 1236-1275 : Humphrey IV de Bohun (vers 1208-1275), 2e comte de Hereford. Neveu du précédent ;
- 1275-1298 : Humphrey VI de Bohun (1251-1298), 3e comte de Hereford. Petit-fils du précédent ;
- 1298-1322 : Humphrey VII de Bohun (1276-1322), 4e comte de Hereford. Fils du précédent ;
- 1322-1336 : John de Bohun (en) (1307-1336), 5e comte de Hereford. Fils du précédent ;
- 1336-1361 : Humphrey VIII de Bohun (en) (1309-1361), 6e comte de Hereford. Frère du précédent ;
- 1361-1373 : Humphrey IX de Bohun (1342-1373), 7e comte de Hereford et 2e comte de Northampton. Neveu du précédent.

### Troisième création (1376)
- 1376-1397 : Thomas de Woodstock (1355-1397), 1er comte de Buckingham, et 1er duc de Gloucester et d'Albemarle. Fils du roi Édouard III d'Angleterre et gendre d'Humphrey IX de Bohun.

### Quatrième création (1461)
- 1461-1483 : Henri Bourchier (1406-1483). Petit-fils du précédent ;
- 1483-1540 : Henri II Bourchier (1472 – 1540). Petit-fils du précédent.

### Cinquième création (1540)
- 1540-1540 : Thomas Cromwell (1485-1540). Exécuté peu après.

### Sixième création (1543)
- 1543-1553 : William Parr (1513-1571), 1er marquis de Northampton, baron Parr de Kendal. Déchu en 1553.

### Septième création (1572)
- 1572-1576 : Walter Devereux († 1576), 2e vicomte Hereford ;
- 1576-1601 : Robert Devereux († 1601), exécuté en 1601. Fils du précédent ;
- 1603-1646 : Robert Devereux (1591-1646), restauré en 1603. Fils du précédent.

### Barons Capell (1641)
- 1641-1649 : Arthur Capell (1604-1649)
- 1649-1683 : Arthur Capell (1631-1683). créé comte d'Essex en 1661.

### Huitième création (1661)
- 1661-1683 : Arthur II Capell (1631-1683) ;
- 1683-1710 : Algernon Capell (1670-1710) ;
- 1710-1743 : William Capell (1697-1743) ;
- 1743-1799 : William Anne Capell (1732-1799) ;
- 1799-1839 : George Capell (1757-1839) ;
- 1839-1892 : Arthur Algernon Capell (1803-1892) ;
- 1892-1916 : George Devereux de Vere Capell (1857-1916) ;
- 1916-1966 : Algernon George de Vere Capell (en) (1884-1966) ;
- 1966-1981 : Reginald George de Vere Capell (en) (1906-1981). Titre dormant jusqu'en 1989 ;
- 1989-2005 : Robert Edward de Vere Capell (en) (1920-2005) ;
- depuis 2005 : Frederick Paul de Vere Capell (en) (1944).